# Complejo Deportivo Barthélemy Boganda
El Complejo Deportivo Barthélemy Boganda (en francés: Complexe Sportif Barthélemy Boganda) se localiza en la ciudad de Bangui, y se trata del estadio nacional de la República Centroafricana. Se encuentra en una estructura multiuso y se utiliza actualmente sobre todo para los partidos de fútbol. El estadio tiene una capacidad de 35.000 personas y lleva el nombre del expresidente del país, Barthélemy Boganda.
Es el estadio oficial de la Selección de fútbol de la República Centroafricana, y es utilizado por casi la totalidad de los clubes de fútbol de Bangui entre ellos el AS Tempête Mocaf, Stade Centrafricain, Olympic Real de Bangui y Anges de Fatima, todos participantes del Campeonato de fútbol de la República Centroafricana.